# Igor Cukrov
Igor Cukrov (ur. 6 czerwca 1984 w Szybeniku) – chorwacki piosenkarz.

## Życiorys
Gdy dwa lata, wraz z rodziną przeprowadził się do Splitu, gdzie w późniejszych latach uczęszczał na studia.
W 2007 roku wystąpił z utworem „Duša mi je bili kamen” na Festiwalu Muzycznym w Splicie, na którym otrzymał nagrodę w kategorii „Najlepszy debiutant”. W 2008 roku uczestniczył w pierwszej edycji programu rozrywkowego Operacija trijumf. W 2009 roku z utworem „Lijepa Tena”, który nagrał z Andreą Šušnjarą, zwyciężył w finale programu Dora, dzięki czemu został reprezentantem Chorwacji w 54. Konkursie Piosenki Eurowizji w Moskwie. W maju wystąpili w duecie w finale Eurowizji 2009 i zajęli w nim 18. miejsce.